# بانکا کریج
بانکا کریج (ایتالیایی: Gruppo Banca Carige) شرکت خدمات مالی و بانکداری ایتالیایی است، که در سال ۱۴۸۳ تأسیس شد.